# Route 92 (Terre-Neuve-et-Labrador)
Pour les articles homonymes, voir Route 92.
La route 92 est une route tertiaire de la province de Terre-Neuve-et-Labrador, située dans l'est de l'île de Terre-Neuve, sur la péninsule d'Avalon. Elle est plus précisément située au sud-ouest de la péninsule, à l'est de la péninsule située entre les baies Placentia et Saint-Mary's. La limite de vitesse est de 80 km/h. De plus, elle est nommée North Harbour-Branch Highway, mesure 52 kilomètres, et est une route asphaltée sur l'entièreté de son tracé.

## Tracé
La 92 débute à Branch, sur la route 100. Elle commence par se diriger vers l'est sur une courte période, puis elle tourne vers le nord-nord-est pour suivre la baie Saint-Marys. Elle possède de nombreuses courbes, et traverse une région isolée jusqu'au kilomètre 41, où elle traverse North Harbour. Elle atteint la route 91, où elle se termine sur une intersection en T, 3 kilomètres à l'est du parc provincial Cataracts, et 3 kilomètres à l'ouest de Colinet.

## Communautés traversées
- Branch
- North Harbour